# Zhangjiachuan
Der Autonome Kreis Zhangjiachuan der Hui (chinesisch 张家川回族自治县, Pinyin Zhāngjiāchuān Huízú Zìzhìxiàn), kurz: Kreis Zhangjiachuan (张家川县), ist ein autonomer Kreis der Hui-Nationalität der bezirksfreien Stadt Tianshui in der chinesischen Provinz Gansu. Er hat eine Fläche von 1.311 Quadratkilometern und zählt 296.600 Einwohner (Stand: Ende 2018).

## Administrative Gliederung
Auf Gemeindeebene setzt sich Zhangjiachuan aus drei Großgemeinden und zwölf Gemeinden zusammen. 